# Sevenia occidentalium
Sevenia occidentalium е вид пеперуда от семейство Многоцветници (Nymphalidae). Видът не е застрашен от изчезване.

## Разпространение
Разпространен е в Ангола, Гамбия, Гана, Гвинея, Демократична република Конго, Екваториална Гвинея, Етиопия, Замбия, Камерун, Кения, Кот д'Ивоар, Нигерия, Руанда, Сиера Леоне, Танзания, Уганда и Централноафриканска република.